# باکداجی
باکداجی (به لاتین: Bakadaji) یک منطقهٔ مسکونی در گامبیا است که در Upper River Division واقع شده‌است. باکداجی ۷،۸۷۶ نفر جمعیت دارد.